# Goumois (Francja)
Goumois – miejscowość i gmina we Francji, w regionie Burgundia-Franche-Comté, w departamencie Doubs.
Według danych na rok 1990 gminę zamieszkiwało 136 osób, a gęstość zaludnienia wynosiła 23 osoby/km² (wśród 1786 gmin Franche-Comté Goumois plasuje się na 607. miejscu pod względem liczby ludności, natomiast pod względem powierzchni na miejscu 732.).